# Lichomolgus albens
Lichomolgus albens är en kräftdjursart som beskrevs av Tord Tamerlan Teodor Thorell 1859. Lichomolgus albens ingår i släktet Lichomolgus, och familjen Lichomolgidae. Arten är reproducerande i Sverige.